# یوسف هلینماز
یوسف هلینُماز (چکی: Josef Hlinomaz; ۹ اکتبر ۱۹۱۴ – ۸ اوت ۱۹۷۸) بازیگر، روزنامه‌نگار و نقاش اهل کشور چکسلواکی بود. او بین سال‌های ۱۹۴۸ تا ۱۹۷۸ در بیش از ۱۵۰ فیلم و برنامه تلویزیونی ظاهر شد.
از فیلم‌ها یا برنامه‌های تلویزیونی که وی در آن نقش داشته‌است می‌توان به شاهدخت سرفراز اشاره کرد.